# Elgien
Elgien (ros. Эльген) – wieś w Rosji, w obwodzie magadańskim, w rejonie jagodińskim. W 2021 liczyła 2 mieszkańców.